# Mark Andrews (réalisateur)
 (juillet 2025).
Pour les articles homonymes, voir Mark Andrews et Andrews.
Mark Andrews est un réalisateur, storyboardeur, scénariste et animateur qui travaille pour Pixar.

## Filmographie

### Réalisateur
- 2005 : L'Homme-orchestre coréalisé avec Andrew Jimenez
- 2007 : Violet
- 2012 : Rebelle coréalisé avec Brenda Chapman et Steve Purcell
- 2020 : Circle of stone

### Scénariste
- 2001-2004 : Samouraï Jack (5 épisodes)
- 2003 : Star Wars: The Clone Wars
- 2004 : Les Indestructibles superviseur de l’histoire et du scénario
- 2005 : Baby-Sitting Jack-Jack auteur de l’histoire avec Teddy Newton, Rob Gibs et Bosco Ng
- 2005 : L'Homme-orchestre coécrit avec Andrew Jimenez
- 2007 : Ratatouille superviseur de l’histoire et du scénario
- 2012 : John Carter coscénarisé avec Andrew Stanton et Michael Chabon
- 2012 : Rebelle coécrit avec Steve Purcell, Brenda Chapman et Irene Mecchi
- 2013 : The Quest
- 2020 : Circle of stone

### Acteur
- 2004 : Les Indestructibles : voix additionnelles
- 2009 : Tracy : Pitchman
- 2009 : Là-haut : voix additionnelles
- 2014 : Love Hurts : Reese

### Storyboardeur
- 1996 : The Real Adventures of Jonny Quest (3 épisodes)
- 1998 : Excalibur, l'épée magique
- 1999 : Le Géant de fer
- 2001 : Osmosis Jones
- 2002 : Spider-Man
- 2003 : Star Wars: The Clone Wars
- 2004 : Samouraï Jack (1 épisode)
- 2005 : M. Indestructible et ses copains (The Adventures of Mr. Incredible)
- 2006 : Cars
- 2010 : Toy Story 3

### Animateur
- 1994 : Cadillacs and Dinosaurs: The Second Cataclysm
- 1997 : Loose Tooth